# NGC 252
NGC 252 este o galaxie lenticulară situată în constelația Andromeda. A fost descoperită în 26 octombrie 1786 de către William Herschel. De asemenea, a fost observată încă o dată în 23 decembrie 1827 de către John Herschel.